# Esturjão-estrelado
Acipenser stellatus ou esturjão-estrelado é uma espécie de peixe da família Acipenseridae. As suas ovas são utilizadas para a produção de caviar sevruga.
Pode ser encontrada no Mar Cáspio, no Mar Negro e no Mediterrâneo oriental.